# Grünkraut
Grünkraut település Németországban, azon belül Baden-Württembergben. Lakosainak száma 3233 fő (2023. december 31.).

## Népesség
A település népessége az elmúlt években az alábbi módon változott:
| Lakosok száma | 1597 | 1761 | 1916 | 2349 | 2410 | 2807 | 2923 | 2998 | 3007 | 3233 |
|               | 1961 | 1967 | 1974 | 1980 | 1987 | 1993 | 2000 | 2006 | 2013 | 2023 |